# فيس آي دي
هو نظام للتعرف على الوجه تم تصميمه وتطويره بواسطة شركة أبل. لأجهزة آيفون وآي باد برو. يسمح النظام بالمصادقة البيومترية لفتح قفل الجهاز، إجراء عمليات الدفع، والوصول إلى البيانات الحساسة، وتوفير تتبع تفصيلي لتعبيرات الوجه لـ Animoji، بالإضافة إلى ست درجات من الحرية (6DOF) لتتبع الرأس وتتبع العين وميزات أخرى. أُصدر في البداية في نوفمبر 2017 مع آيفون X، وتم تحديثه منذ ذلك الحين وتقديمه إلى العديد من موديلات آيفون الجديدة وجميع موديلات آيباد برو.
يتكون جهاز فيس آي دي من مستشعر بثلاث وحدات؛ جهاز عرض نقطي بالليزر يعرض شبكة من نقاط الأشعة تحت الحمراء الصغيرة على وجه المستخدم، ووحدة تسمى مصباح الإشباع الذي يسلط ضوء الأشعة تحت الحمراء على الوجه، وكاميرا تعمل بالأشعة تحت الحمراء تلتقط صورة بالأشعة تحت الحمراء للمستخدم، وتقرأ النتيجة الناتجة نمط ويولد خريطة ثلاثية الأبعاد . تتم مقارنة هذه الخريطة بالوجه المسجل باستخدام نظام فرعي آمن، ويتم مصادقة المستخدم إذا كان الوجهان متطابقين بشكل كافٍ. ويمكن للنظام التعرف على الوجوه بالنظارات والملابس والمكياج وشعر الوجه، ويتكيف مع التغيرات في المظهر بمرور الوقت.
أثار فيس آي دي عددًا من المناقشات حول الأمان والخصوصية. تدعي شركة أبل أن فيس آي دي أكثر تقدمًا إحصائيًا من مسح بصمات الأصابع عبر تقنية تتش آي دي. الذي يُظهر عددًا أقل بكثير من الإيجابيات الكاذبة. تعمل ميزات الأمان المتعددة على الحد إلى حد كبير من مخاطر تجاوز النظام باستخدام الصور أو الأقنعة، ولم تنجح سوى محاولة واحدة لإثبات المفهوم تمت باستخدام عمليات الفحص التفصيلي. يستمر الجدل حول عدم وجود الحماية القانونية التي توفرها أنظمة القياسات الحيوية مقارنة بمصادقة رمز المرور في الولايات المتحدة. كما أعرب المدافعون عن الخصوصية عن قلقهم بشأن وصول مطوري تطبيقات الطرف الثالث إلى "الخرائط التقريبية" لبيانات وجه المستخدم، على الرغم من المتطلبات الصارمة التي تفرضها شركة أبل بشأن كيفية تعامل المطورين مع بيانات الوجه.
مع بداية جائحة كوفيد-19، لوحظ أن فيس أي دي لم يتمكن من التعرف على المستخدمين الذين يرتدون أغطية الوجه على بعض الأجهزة. واستجابت شركة أبل للانتقادات من خلال تقديم طريقة أسرع لإدخال رمز المرور، وخيار لمستخدمي ساعة أبل لتأكيد ما إذا كانوا يعتزمون فتح قفل الآيفون الخاص بهم. في مارس 2022، أصدرت أبل نظام التشغيل آي أو إس 15.4 الذي يضيف فيس آي دي متوافقًا مع القناع لأجهزة آيفون 12 والأجهزة الأحدث.

## التاريخ
أعلنت شركة آبل عن فيس آي دي أثناء الكشف عن هاتف آيفون X في 12 سبتمبر 2017. وقُدّم النظام كخليفة لـ تتش آي دي، تقنية المصادقة السابقة المستندة على بصمة الإصبع من آبل والمضمنة في زر الصفحة الرئيسية لجهاز آيفون 8 والأجهزة السابقة بالإضافة إلى الجيل الثاني والثالث من آيفون إس إي . في 12 سبتمبر 2018، طرحت شركة أبل جهاز آيفون XS وXR بسرعات معالجة أسرع للشبكة العصبية، مما يوفر زيادة كبيرة في سرعة في آي دي. في 30 أكتوبر 2018، طرحت شركة أبل الجيل الثالث من آيباد برو، والذي يجلب فيس آي دي إلى الآيباد ويسمح بالتعرف على الوجه في أي اتجاه. يتضمن أي أو إس 13 إصدارًا مطورًا من فيس آي دي وهو أسرع بنسبة تصل إلى 30% من فيس آي دي في الإصدارات السابقة.

## الأجهزة التي تحتوي على فيس آي دي
| آيفون - آيفون X - آيفون XR - أيفون XS & XS Max - آيفون 11 - iPhone 11 Pro & 11 Pro Max - iPhone 12 & 12 Mini - iPhone 12 Pro & 12 Pro Max - iPhone 13 & 13 Mini - iPhone 13 Pro & 13 Pro Max - iPhone 14 & 14 Plus - iPhone 14 Pro & 14 Pro Max - iPhone 15 & 15 Plus - iPhone 15 Pro & 15 Pro Max | آي باد - آي باد برو (الجيل الثالث) - iPad Pro (4th generation) - iPad Pro (5th generation) - iPad Pro (6th generation) |

## الأمان
يستخدم جهاز فيس آي دي مصباحًا يعمل بالأشعة تحت الحمراء وجهاز عرض نقطي بالليزر يعمل بالأشعة تحت الحمراء، على الرغم من إصرار شركة أبل على أن الإخراج منخفض بدرجة كافية بحيث لا يسبب أي ضرر للعينين أو الجلد، ويلبي "معايير السلامة الدولية". ومع ذلك، فإنهم لا يوصون بإصلاح المستشعر من قبل أطراف ثالثة، بسبب مخاوف أمنية. هناك أيضًا ميزة مدمجة لإلغاء تنشيط فيس آي دي في حالة العثور على مكونات غير مصرح بها.

## المشاكل

### التوائم والأقارب المقربين
ظهرت نتائج غير متناسقة عند اختبار فيس آي دي على التوائم المتطابقة، حيث أظهرت بعض الاختبارات أن النظام تمكن من الفصل بين الاثنين، بينما فشلت اختبارات أخرى. بالإضافة إلى ذلك، تم خداع النظام من قبل الأقارب المقربين. تذكر شركة أبل أن احتمالية التطابق الخاطئ تختلف بالنسبة للتوائم والأشقاء، وكذلك الأطفال الذين تقل أعمارهم عن 13 عامًا، حيث "قد لا تكون سمات الوجه المميزة لديهم قد تطورت بشكل كامل".

### وصول إنفاذ القانون
أثار فيس آي دي مخاوف بشأن إمكانية وصول جهات إنفاذ القانون إلى هاتف الفرد من خلال توجيه الجهاز نحو وجه المستخدم. طلب السيناتور الأمريكي آل فرانكن من شركة أبل تقديم مزيد من المعلومات حول أمان وخصوصية فيس آي دي بعد يوم واحد من الإعلان، مع رد شركة أبل من خلال تسليط الضوء على المنشور الأخير للورقة البيضاء الأمنية وقاعدة المعرفة التي تحتوي على تفاصيل الإجابات.
لاحظت ذا فيرج أن المحاكم في الولايات المتحدة منحت حقوقًا مختلفة للتعديل الخامس لرموز المفاتيح وأنظمة فتح القفل البيومترية. وتعتبر رموز المفاتيح دليل "شهادة" بناءً على محتويات أفكار المستخدمين، في حين تعتبر بصمات الأصابع دليلاً مادياً، حيث أُمر بعض المشتبه بهم بفتح هواتفهم عن طريق بصمة الإصبع.
في أغسطس 2018، حصل مكتب التحقيقات الفيدرالي على مذكرة لتفتيش الممتلكات (التي تشمل الأجهزة الإلكترونية) لرجل متهم بنقل مواد إباحية للأطفال؛ قاموا بفتح هاتف الآيفون الخاص بالمشتبه به عن طريق رفعه إلى وجهه، دون الحاجة إلى رمز المرور الخاص به.

### التسلل
حاول العديد من الأشخاص خداع نظام فيس آي دي باستخدام أقنعة متطورة، لكن معظمهم فشلوا. في نوفمبر 2017، أعلنت شركة الأمن الفيتنامية Bkav في منشور على مدونة أنها أنشأت قناعًا بقيمة 150 دولارًا نجح في فتح نظام فيس آي دي، لكن مجلة وايرد أشارت إلى أن تقنية Bkav كانت بمثابة "إثبات للمفهوم" أكثر من كونها خطر استغلال نشط، مع تطلب التقنية قياسًا تفصيليًا أو مسحًا رقميًا لوجه مالك الآيفون، مما يضع خطر الخطر الحقيقي فقط على أهداف التجسس وزعماء العالم.

### مطورو الطرف الثالث
إذا منح المستخدم صراحةً إذنًا لتطبيقٍ تابعٍ لجهةٍ خارجيةٍ لاستخدام الكاميرا، فيمكن للتطبيق أيضًا الوصول إلى تعبيرات الوجه الأساسية وبيانات تحديد الموقع من نظام فيس آي دي للحصول على ميزات مثل مرشحات الصور الشخصية الدقيقة مثل تلك التي تظهر في سناب شات، أو شخصيات اللعبة التي تعكس تعابير وجه المستخدم الواقعية. البيانات التي يمكن لأطراف ثالثة الوصول إليها ليست كافية لفتح جهاز أو حتى تحديد هوية المستخدم، وتمنع أبل المطورين من بيع البيانات للآخرين، أو إنشاء ملفات تعريف للمستخدمين، أو استخدام البيانات للإعلان. أثار اتحاد الحريات المدنية الأمريكي ومركز الديمقراطية والتكنولوجيا أسئلة تتعلق بالخصوصية حول تطبيق شركة أبل لقيود الخصوصية المرتبطة بوصول طرف ثالث، مع تأكيد شركة أبل على أن عمليات مراجعة متجر التطبيقات الخاصة بها كانت ضمانات فعالة. صرح جاي ستانلي، أحد كبار محللي السياسات في اتحاد الحريات المدنية الأمريكي، أن الفكرة العامة المتمثلة في السماح للمطورين بالوصول إلى معلومات الوجه الحساسة لم يتم التعامل معها بشكل مرضٍ بعد، حيث قال ستانلي لرويترز إن "مشكلات الخصوصية المتعلقة باستخدام تقنية التعرف على الوجه المتطورة للغاية للفتح الهاتف مُبالغٌ فيها. مشكلات الخصوصية الحقيقية تتعلق بوصول مطوري الطرف الثالث".
خلال جائحة كوفيد-19، تم استخدام أقنعة الوجه كإجراء للسيطرة على الصحة العامة والشخصية ضد انتشار فيروس سارس-كوف-2 . كان نظام فيس آي دي في ذلك الوقت غير متوافقٍ مع أقنعة الوجه، حيث ذكرت شركة أبل أن "فيس آي دي مصمم للعمل مع رؤية عينيك وأنفك وفمك". مع إصدار آي أو إس 13.5، أضافت أبل ميزةً تظهر شاشة رمز المرور تلقائيًا إذا اكتشفت أن المستخدم يرتدي قناعًا. تعرضت شركة أبل لانتقادات لعدم معالجة هذه المشكلات بإصدار آيفون 12، ولكن تم الإشادة بها لعدم تضمين نظام فيس آي دي لصالح تكامل نظام تتش آي دي في زر الطاقة على الجيل الرابع من آيباد آير. في أبريل 2021، أصدرت أبل نظام التشغيل أي أو غس 14.5 ووتش أو غس 7.4 مع خيار للسماح لساعة أبل بالعمل كنسخة احتياطية في حالة فشل نظام فيس آي دي بسبب أقنعة الوجه. في مارس 2022، أصدرت أبل نظام التشغيل آي أو إس 15.4 الذي يضيف نظام فيس آي دي متوافقٌ مع القناع لأجهزة آيفون 12 والأجهزة الأحدث.

## روابط خارجية
- الموقع الرسمي